# Elaphropoda khasiana
Elaphropoda khasiana là một loài Hymenoptera trong họ Apidae. Loài này được Schulz mô tả khoa học năm 1906.